# Maltagliati
I maltagliati o puntarine sono un tipo di pasta caratterizzata dalla forma irregolare, che nel produrre la pasta in casa spesso consentiva di utilizzare i pezzi di sfoglia (generalmente i bordi) avanzati dalla preparazione di tagliatelle, cappelletti o altro. Il loro nome deriva dal taglio irregolare della sfoglia col coltello o talvolta con la speronella, da cui si ricavano pezzetti di pasta all'uovo che si differenziano per forma (rettangolo, losanga, triangolo), dimensione e spessore.
Riconosciuti come prodotto tipico della Romagna, prendono il nome di  puntarine (puntaréni)  quando hanno forma di triangolo molto acuto, e maltagliati (meltajé, maltajéd)  quando hanno forma di losanga. 
L'uso più tradizionale è in minestra di fagioli, o in brodo matto, ma esistono numerose altre ricette .
Non vanno confusi con i manfrigoli, spesso chiamati malfattini.